# جوجی ایکگامی
جوجی ایکگامی (انگلیسی: Joji Ikegami؛ زادهٔ ۶ نوامبر ۱۹۹۴) بازیکن فوتبال اهل ژاپن است.